# Каштелу-ду-Нейва
Каштелу-ду-Нейва (порт. Castelo do Neiva)  —  район (фрегезия) в Португалии,  входит в округ Виана-ду-Каштелу. Является составной частью муниципалитета  Виана-ду-Каштелу. По старому административному делению входил в провинцию Минью. Входит в экономико-статистический  субрегион Минью-Лима, который входит в Северный регион. Население составляет 3203 человека на 2001 год. Занимает площадь 7,64 км².